# Stabilimento Stellantis di El Palomar
Lo stabilimento Stellantis di El Palomar (Polo Industrial Argentina) è una fabbrica che produce automobili a El Palomar nella provincia di Buenos Aires, attualmente gestita da Stellantis.

## Storia
Peugeot ha iniziato le sue attività industriali in Argentina nel 1963.
Dagli anni '80 fino al 1998, le attività sono state accorpate a Fiat nell'ambito della joint venture Sevel Argentina. La Fiat ha deciso nel 1996 di costruire un proprio stabilimento a Cordoba e ha permesso a PSA di acquistare le quote che il costruttore italiano deteneva nelle attività di El Palomar.
L'impianto produttivo ha prodotto 85.445 veicoli nel 2009 e contava un totale di 4.730 dipendenti.
Nonostante la recessione che ha colpito il paese, PSA ha annunciato alla fine del 2016 un investimento di 300 milioni di euro e la produzione di veicoli basati sulla nuova piattaforma CMP per il mercato locale e per l'esportazione. 
Nel 2019 è entrata in produzione la Peugeot 208 mentre nel 2021 sono uscite di produzione la Citroën C4 Lounge, la Peugeot 308 e la Peugeot 408.
Nel 2024 inizia la produzione di Peugeot 2008.

## Automobili prodotte

### Auto in produzione
| Foto | Marca   | Modello    | Inizio produzione |
| ---- | ------- | ---------- | ----------------- |
|      | Citroën | Berlingo I | 1998              |
|      | Peugeot | Partner I  | 1998              |
|      | Peugeot | 208 II     | 2019              |
|      | Peugeot | 2008 II    | 2024              |

### Auto fuori produzione
| Foto | Marca   | Modello | Inizio produzione | Fine produzione |
| ---- | ------- | ------- | ----------------- | --------------- |
|      | Peugeot | 405     | 1992              | 2000            |
|      | Peugeot | 306     | 1993              | 2002            |
|      | Peugeot | 206     | 1999              | 2008            |
|      | Peugeot | 307 CC  | 2006              | 2010            |
|      | Peugeot | 307     | 2004              | 2011            |
|      | Citroën | C4 I    | 2007              | 2015            |
|      | Peugeot | 207     | 2008              | 2016            |
|      | Peugeot | 408     | 2010              | 2021            |
|      | Peugeot | 308 I   | 2011              | 2021            |
|      | Citroën | C4 II   | 2012              | 2021            |